# Helvia
Helvia est la mère de Sénèque et de Gallion.
Épouse de Sénèque l'Ancien, Sénèque lui dédie le traité Consolatio ad Helviam lors de la mort d'un parent.